# Lelkigyakorlatok (blog)
A Lelkigyakorlatok egy világirodalmi versblog, amit Sirokai Mátyás és Bajtai András alapított 2012. január 28-án.

## Célkitűzés
A Lelkigyakorlatok célja a világirodalom olyan magyar nyelvre lefordított verseinek újrafelfedezése és összegyűjtése, amelyekben a költészet mágikus és utaztató ereje nyilvánul meg. A szerkesztők látomásos, titkos szépségű verseket keresnek, amelyek fordításban is elemi hatásúak és olyan sajátos világokra nyitnak kapukat, ahová csak rajtuk keresztül juthatunk el.

## Története
Paul Chaulot francia költő Ajánlás című verse Kálnoky László fordításában jelent meg elsőként a Lelkigyakorlatokon 2012. január 28-án. 2016 májusáig több mint 470 vers jelent meg a Lelkigyakorlatokon.